# Delegát
Delegát označuje zmocněného či zvoleného zástupce, například pro konferenci, kongres nebo sjezd politické strany. Může jít obecně o člena nějaké delegace, tedy skupiny zvolených nebo pověřených zmocněnců, kteří mají zastupovat organizaci nebo skupinu osob u jiné instituce nebo na významné události. Člověk, který je delegátem, mívá obvykle od jiných lidí delegovány další (zpravidla rozšířené) pravomoci a oprávnění, než by měl on sám jakožto pouhý jednotlivec.[zdroj?]

## V katolickém církevním právu
V katolickému církevním právu je delegátem označován úředník pověřený vykonáváním církevních právních výnosů. Biskup je pak papežským delegátem.